# Hameau de la Houillère
Vous lisez un « bon article » labellisé en 2014.
Le hameau de la Houillère est un hameau situé sur les territoires des communes françaises de Ronchamp et de Champagney au cœur du bassin minier, dans le département de la Haute-Saône en région Bourgogne-Franche-Comté.
Il est créé après la découverte du gisement houiller de Ronchamp et devient le centre de l'exploitation minière de la seconde moitié du XVIIIe siècle à la première moitié du XIXe siècle. Il est alors conçu pour être indépendant des villages voisins. Ce hameau perd rapidement son intérêt au cours du XIXe siècle lorsque les travaux d'extraction se déplacent de plus en plus au sud du bassin minier. Malgré tout, certains bâtiments de la compagnie tels que l'infirmerie, l'écurie et le château de la Houillère continueront à fonctionner jusqu’à la fermeture des mines en 1958. Au début du XXIe siècle, il reste peu de traces des installations minières mais le hameau est toujours habité. L'ensemble des huit maisons d'ouvriers est répertorié à l'inventaire général du patrimoine culturel sous l'appellation de « cité ouvrière de la Houillère ».

## Géographie

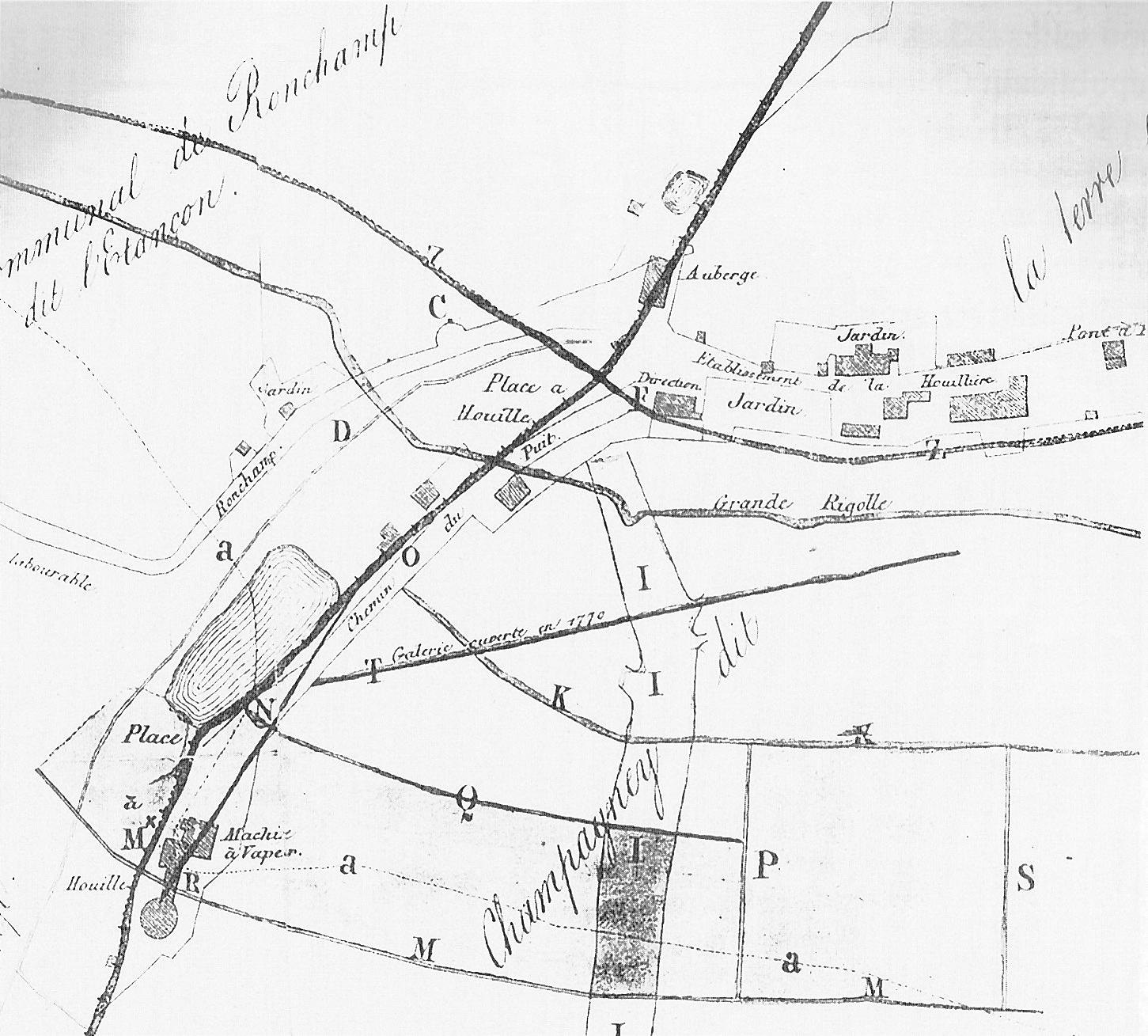
Carte du hameau de la Houillère. Le trait noir traversant la carte de haut en bas matérialise la limite entre les deux communes de Ronchamp et Champagney.

### Localisation
Le hameau est situé dans un petit vallon du bois du Chevanel, entre les communes de Ronchamp et de Champagney, en Haute-Saône dans l'est de la France, à 1,5 kilomètre du centre de Ronchamp et à 2,5 kilomètres du centre de Champagney.
La localité fait partie du canton de Champagney et appartient à la communauté de communes Rahin et Chérimont.

### Topographie
Le hameau de la Houillère est niché dans une petite vallée orientée du nord-est vers le sud-ouest, bordée de petites collines boisées appartenant au même massif que la colline de Bourlémont, appartient au parc naturel régional des Ballons des Vosges. Au centre du hameau, l'altitude est de 381 mètres.

Topographie du hameau de la Houillière.

### Géologie
Le hameau est construit sur le plateau de Haute-Saône dans la dépression sous-vosgienne et s'appuie sur le versant méridional du massif des Vosges.
Il fait partie du bassin houiller sous-vosgien, qui est composé de deux couches de charbon (dont l'épaisseur varie de quelques centimètres à trois mètres) s'inscrivant dans un quadrilatère de cinq kilomètres de long sur deux de large. Ce gisement est recouvert par du grès rouge et divers types d'argile.
Le charbon a commencé sa formation il y a 300 millions d'années, pendant le Carbonifère. La transformation des débris végétaux a eu lieu sur une période de 20 millions d'années pour former de la houille. Pendant cette phase, les sédiments organiques se rassemblent dans une cuvette et sont recouverts par des alluvions.

### Hydrographie
Plusieurs ruisseaux de montagne arrosent les environs et se jettent dans le Rahin, en direction du sud. Deux étangs se situent à proximité : l'étang Fourchie, alimenté par les eaux de mines que draine la grande rigole d'écoulement, et un petit étang artificiel créé comme réservoir en cas d'incendie. Ils sont visibles le long du circuit historique des affleurements,.
La grande rigole d'écoulement, qui permet d'évacuer les eaux de mines issues de l'exhaure, passe sous le hameau et alimente l'étang Fourchie.

### Transport et voies de communications
La voie ferrée de Paris à Mulhouse passe au sud du hameau. La gare des houillères de Ronchamp a été construite à l'époque de l'exploitation des mines. Elle sert alors au transport du charbon. Trois routes traversent le hameau, deux d'entre elles permettant de rejoindre Ronchamp par l'ouest et par le sud, la troisième de rejoindre Champagney, à l'est.

## Toponymie
La carte de Cassini, établie au XVIIIe siècle, fait mention de « mines de Houilles ». Le nom de « Houillères », issu de l'exploitation charbonnière, est donc donné au nouveau hameau construit par la suite sur cet emplacement.

## Histoire

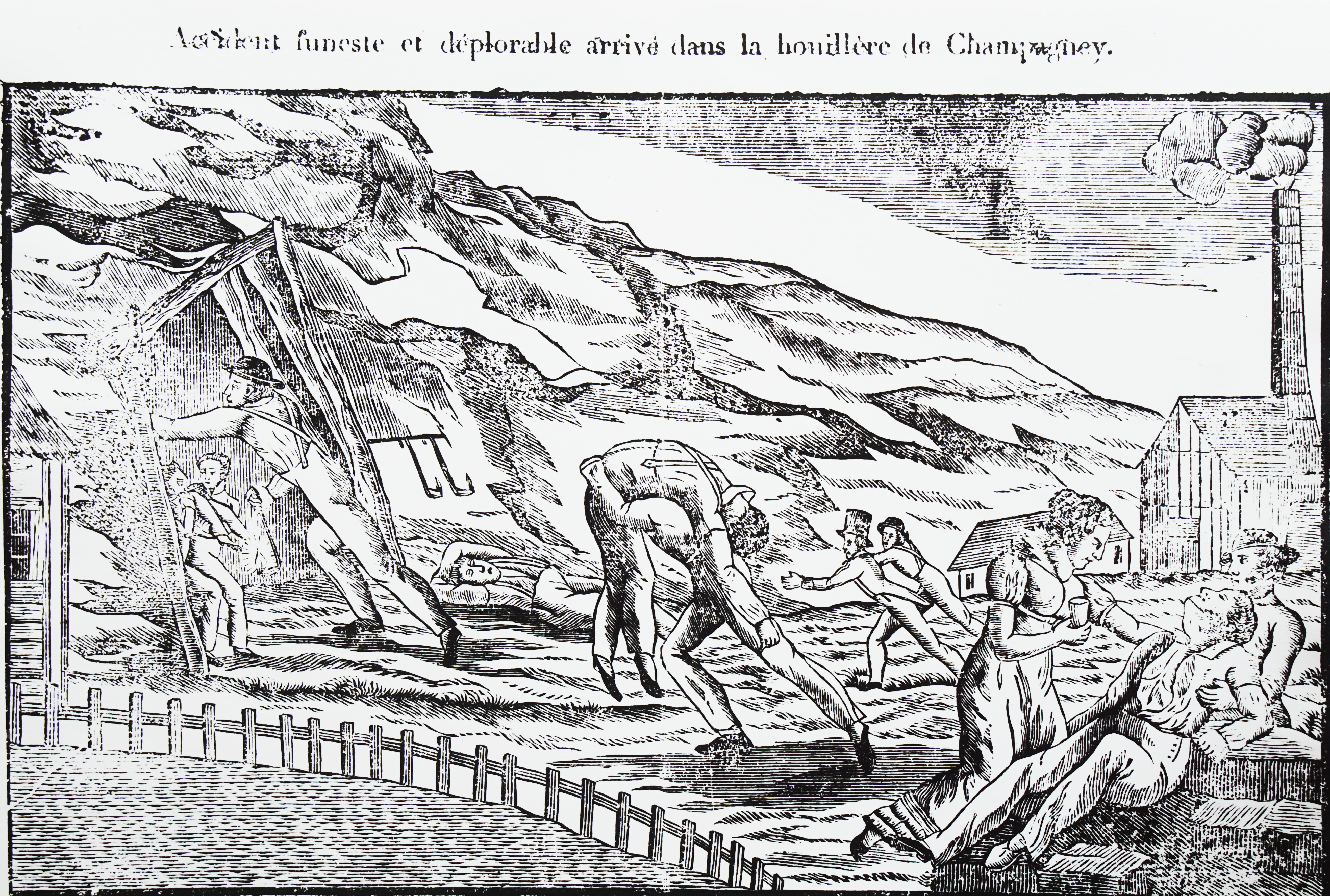
Le coup de grisou survenu en 1824.

Les affleurements houillers du Chevanel sont officiellement découverts au milieu du XVIIIe siècle. Deux concessions distinctes sont accordées en 1757, puis réunies en 1768. De nombreuses galeries à flanc de coteaux et des petits puits peu profonds sont alors creusés dans la petite vallée où sera implanté le futur hameau de la Houillère.
Les premières constructions s'édifient à proximité des galeries vers 1760 : quelques entrepôts, le logement de fonction du directeur, les maisons du  maréchal-ferrant, des fourniers et l'habitation commune à trois familles d'ouvriers, une bâtisse faite de pierres couvertes de bardeau.
En 1810, la compagnie démarre le creusement de son premier véritable puits de mine, le puits Saint-Louis, qui exploite le charbon de 1823 à 1842 à plus de cent mètres de profondeur. Ce puits connaît également deux coups de grisou, dont le premier du bassin minier survenu le 10 avril 1824, qui fait vingt morts et seize blessés. Un autre puits est creusé plus au nord, le puits Henri IV ; il exploite très peu de charbon, servant surtout à l'aérage et à l'exhaure du puits Saint-Louis. En 1819, la première machine à vapeur utilisée pour l'extraction à Ronchamp est installée au puits Saint-Louis.

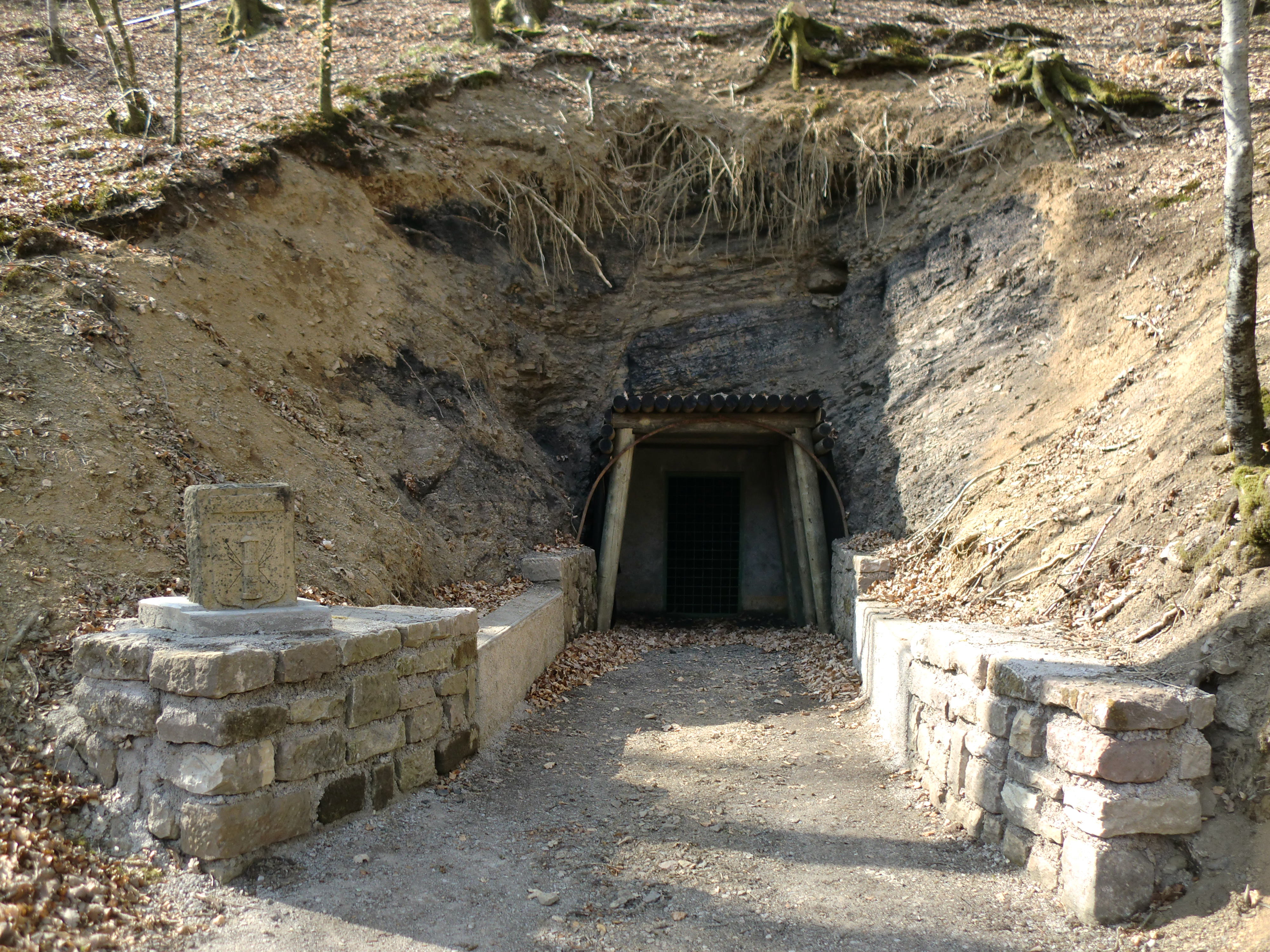
La galerie Datout.

On construit encore en 1825, une cantine, une auberge et un grand bâtiment d'habitation à étages. Vingt-cinq ans plus tard, de nouveaux bâtiments industriels et des logements, dont le château de la Houillère, l'école, l'infirmerie, puis la cité de la Plateforme en 1854. Après la fermeture du puits Saint-Louis, les différents bâtiments qui le compose sont démolis sauf l'un d'eux converti en casino, salle polyvalente et bar-tabac. Plus loin, l'ancienne verrerie est transformée en salle des fêtes avec des balcons et une scène de théâtre.
Le hameau perd rapidement son intérêt industriel au cours du XIXe siècle lorsque les travaux d'extraction se déplacent vers le centre puis le sud du bassin minier. Mais certains bâtiments de la compagnie tels l'infirmerie, l'écurie et le château de la Houillère conservent leurs fonctions jusqu’à la fin de l'exploitation. Dans les années 1950, lorsque les affleurements sont exploités à nouveau, plusieurs chantiers sont ouverts à proximité du hameau dont la galerie Datout et deux stations de pompage.
Après la fermeture des mines en 1958, le casino et une partie de l'infirmerie sont démolis et le château de la Houillère est abandonné. En 2000, le grand bâtiment à étages est détruit à la suite d'un incendie,. L'écurie située en face du puits Saint-Louis rachetée par un propriétaire privé est, elle aussi, ravagée par un incendie. Les ruines de celle-ci subsistent jusqu'à leur démolition le 31 mai 2006. Au début du XXIe siècle, il ne reste plus aucune trace des puits Saint-Louis et Henri IV, mais de nombreux bâtiments subsistent et sont habités, deux galeries (Datout et Dubois) sont réaménagées. En septembre 2012, un monument décoratif rendant hommage à l'histoire minière du lieu est construit sur le site de l'ancien puits Saint-Louis.

## Évolution démographique
En 1768, le hameau ne compte qu'une dizaine d'habitants. Mais avec le développement de l'activité minière, la population croît rapidement au cours du XIXe siècle pour s'élever à plusieurs dizaines d’habitants vers 1850. Cette augmentation de la population est proportionnelle à celles des deux communes auxquelles appartient le hameau. Malgré la désindustrialisation, le hameau ne disparaît pas. Même après la fermeture des mines, de  nouveaux habitants s'y installent.

## Description

### Mines et industries

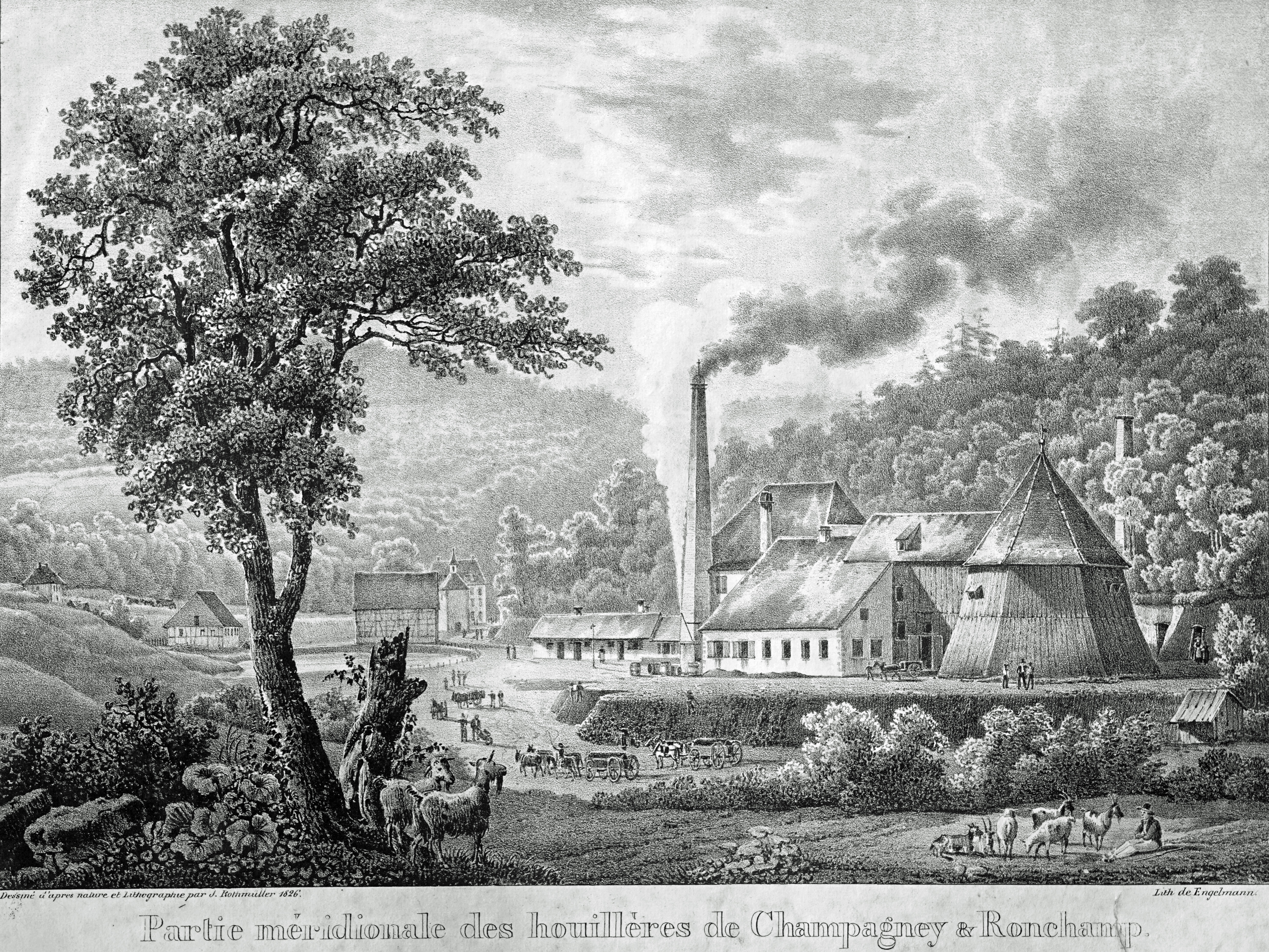
Le puits Saint-Louis, situé au sud du hameau.

Le hameau de la Houillère est très industrialisé entre le milieu du XVIIIe siècle et le milieu du XIXe siècle, étant donné qu'il a été créé de toutes pièces au milieu d'une forêt pour permettre une exploitation de la houille plus aisée. Chaque flanc de colline est percé de plusieurs galeries et de petits puits (dont la plupart ne débouchent pas à la surface). Aux abords des routes, des places à charbon sont aménagées, des entrepôts et des bâtiments de triage sont construits. De petites usines sont également implantées au sein même du hameau, dont une fabrique d'alun, une verrerie et une manufacture produisant du noir de fumée et du bitume.
Dans les années 1810, les deux premiers puits de la compagnie sont creusés au hameau : le puits Saint-Louis et le puits Henri IV. Le puits Saint-Louis possède plusieurs bâtiments pour trier le charbon et pour accueillir les différentes machineries (bobine d'extraction et pompes actionnées par une machine à vapeur et le manège à chevaux resté en place), il est reconnaissable à sa grande cheminée qui domine le hameau. Le puits Henri IV possède des infrastructures moins imposantes, en effet, il sert principalement à l'exhaure et l'aérage des travaux de Saint-Louis au moyen de pompes mues par des bœufs. Les eaux sont rejetées dans la grande rigole d'écoulement qui traverse le hameau d'est en ouest.
Au sud du hameau, la gare appartenant à la compagnie permet d’aiguiller les trains de charbon entre les différents puits et la ligne de Paris-Est à Mulhouse-Ville. À proximité se trouvent également les bureaux et ateliers des houillères devenus les locaux de la MagLum ainsi que le puits Saint-Charles et ses terrils.

### Logements
Le hameau de la Houillère comprend quelques dizaines de logements de types différents, construits entre 1760 et 1850 par la compagnie des houillères de Ronchamp de façon anarchique au gré des besoins en main d'œuvre, sans plan d'urbanisme.
Il y a des dortoirs destinés aux mineurs célibataires ou à ceux travaillant en semaine (au début, ils y dorment sur des paillasses à même le sol et ne disposent que d'un poêle par étage), ces dortoirs sont ensuite transformés en appartements destinés aux familles de mineurs. Il y a également des phalanstères dont les escaliers et les passerelles sont en bois. La cité minière de la Plateforme, est composée de huit maisons, bâties en 1854 en face du puits Saint-Louis, alors converti en casino. Cette cité minière est répertoriée à l'inventaire général du patrimoine culturel sous l'appellation de « cité ouvrière de la Houillère ».
Il existe également des maisons individuelles réservées aux maîtres mineurs et aux ingénieurs, ainsi qu'un manoir appelé château de la Houillère. Ce dernier est le logement de fonction des directeurs depuis les années 1850 ; avant cette date, ceux-ci logeaient dans une demeure plus modeste surmontée d'un clocheton, où une petite cloche sonnait le début et la fin du travail,,.
Malgré la désindustrialisation, de nouveaux pavillons sont construits bien après la fermeture des mines au XXe siècle et XXIe siècle.

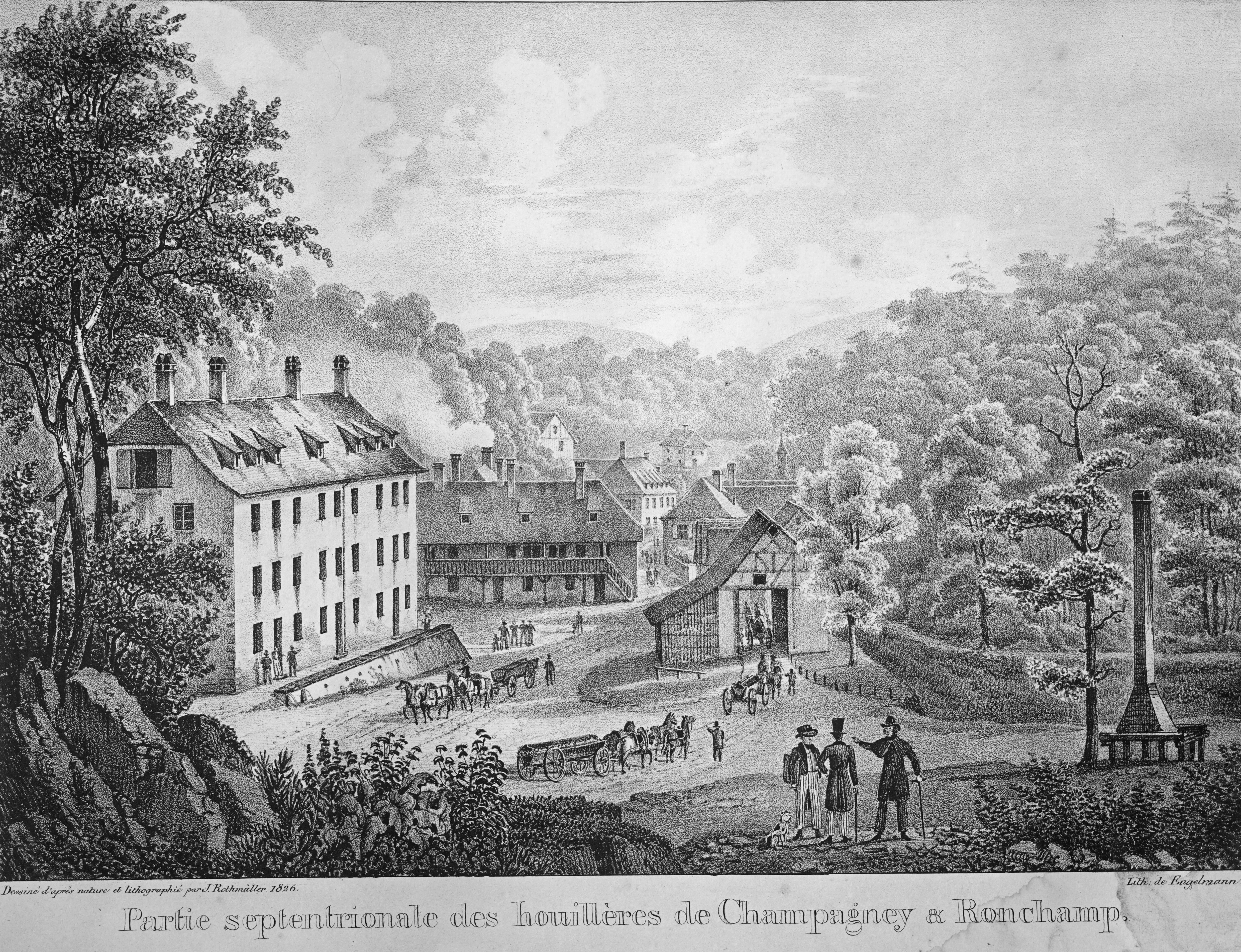
La partie nord du hameau où se trouvent les logements en 1826.
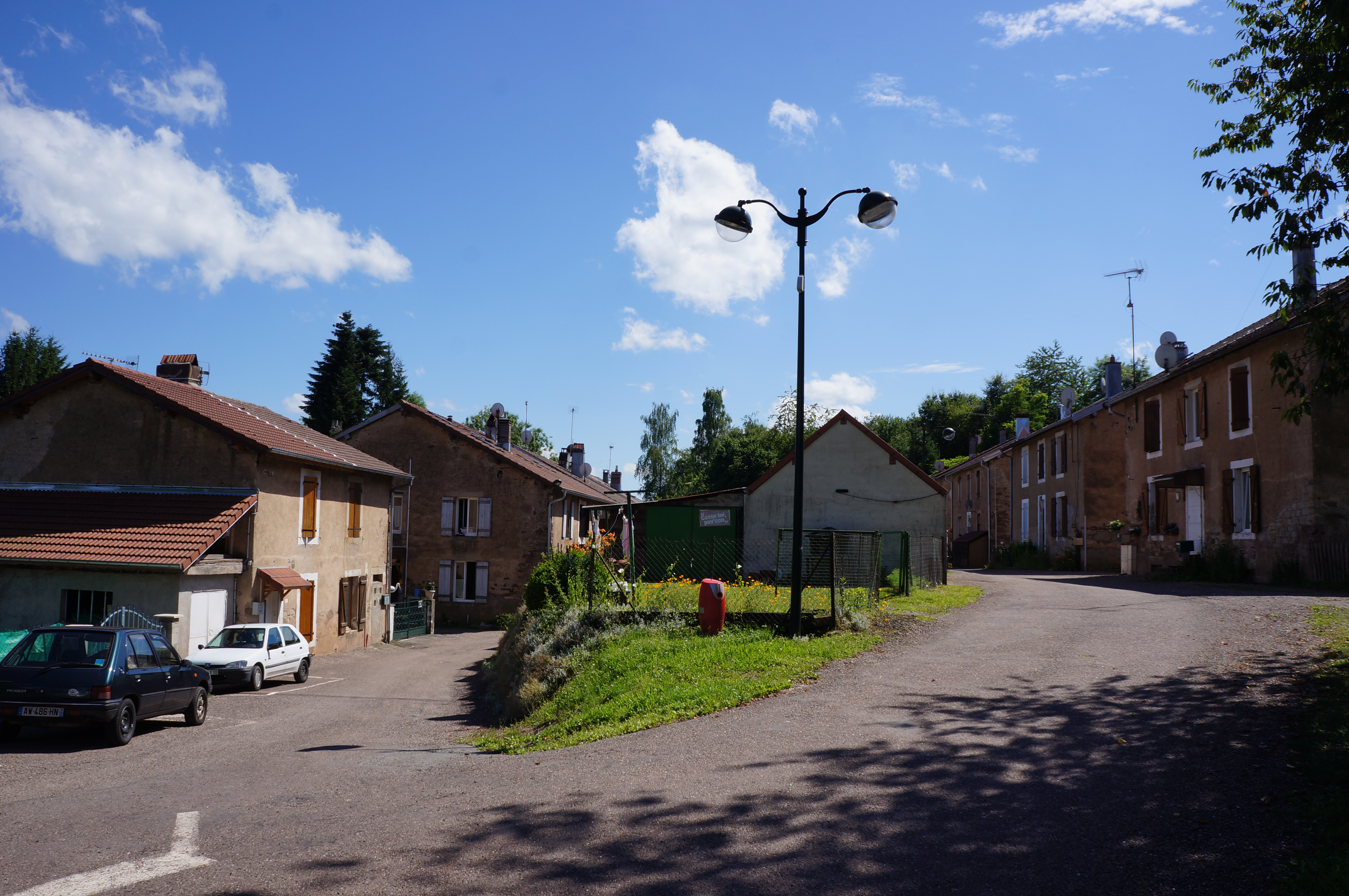
La cité de la Plateforme.
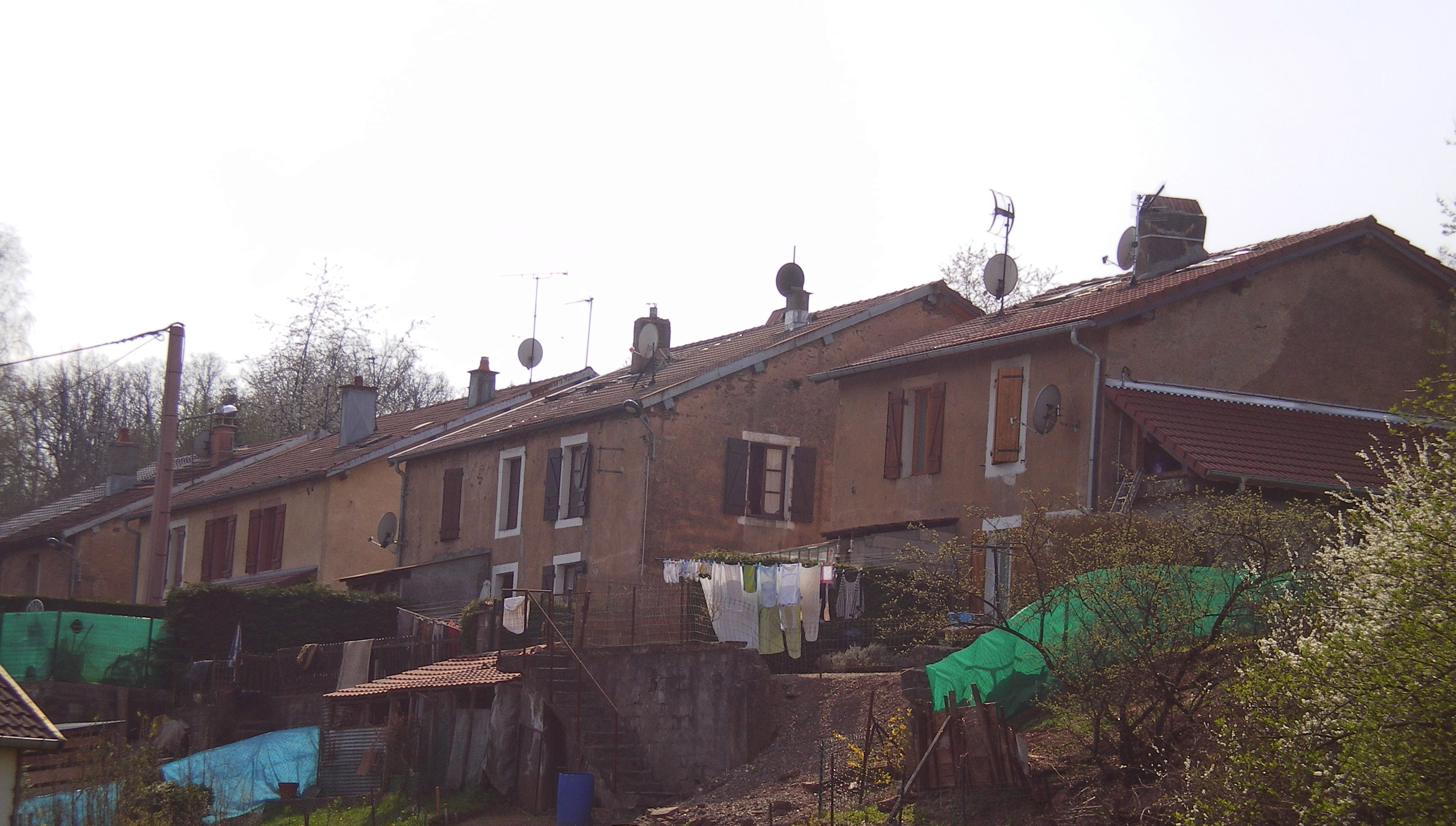
Autre vue de la même cité minière.
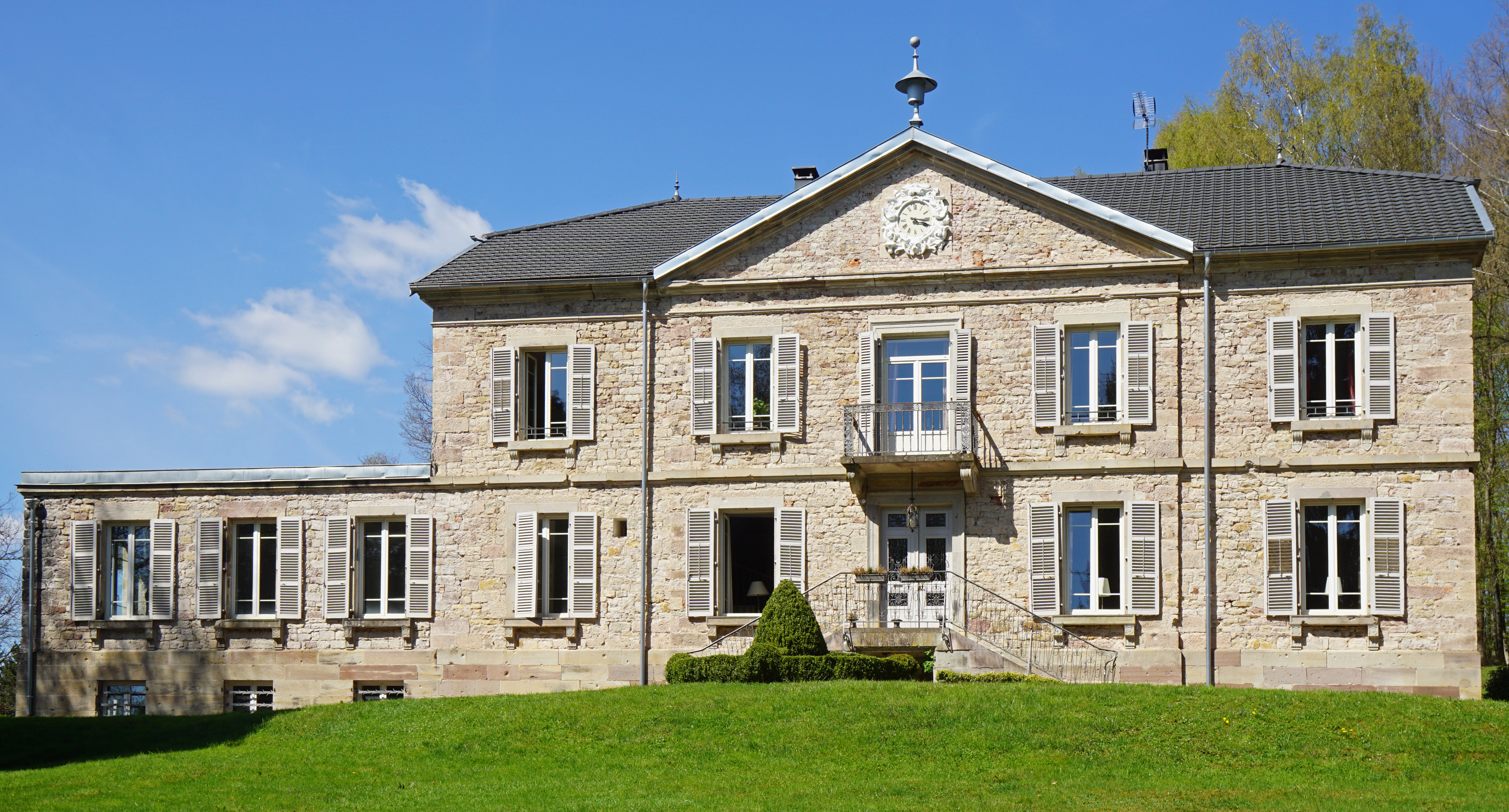
Le château de la Houillère.
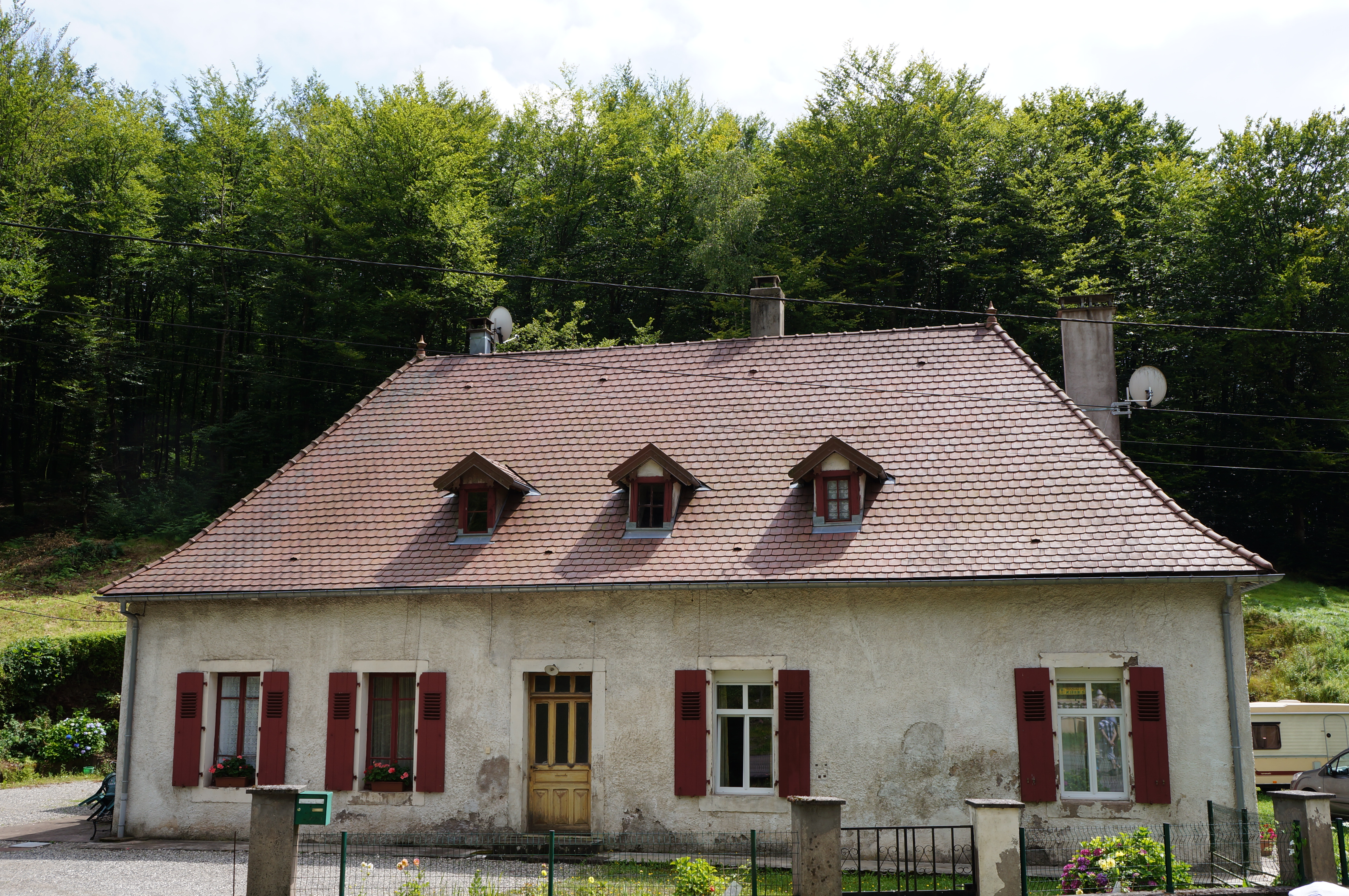
L'ancienne demeure des directeurs.

### Équipements
En plus des habitations et des installations industrielles, le hameau comporte des bâtiments annexes destinés au service des habitants. Pour la restauration, une cantine et une auberge sont édifiées en 1825. Vers 1850, c'est une école qui est construite. La compagnie a également bâti des magasins et une infirmerie-hôpital réservée au personnel, elle est installée dans un haut bâtiment qui accueille des salles de soins, de repos et un logement pour l'infirmier qui devait assurer la nourriture et la garde. En 1919, un médecin, un infirmier et des sages-femmes sont au service de la population du bassin minier. Pour répondre aux besoins d’hygiène, de l'eau propre est pompée dans un ruisseau avant d'être envoyée dans un réservoir situé au sommet d'une colline, pour ensuite alimenter les bornes-fontaines du hameau. Certains bâtiments industriels désaffectés sont convertis en salle des fêtes, bar-tabac, théâtre et casino. Au début du XXIe siècle, le seul service existant dans le hameau est une école maternelle publique.

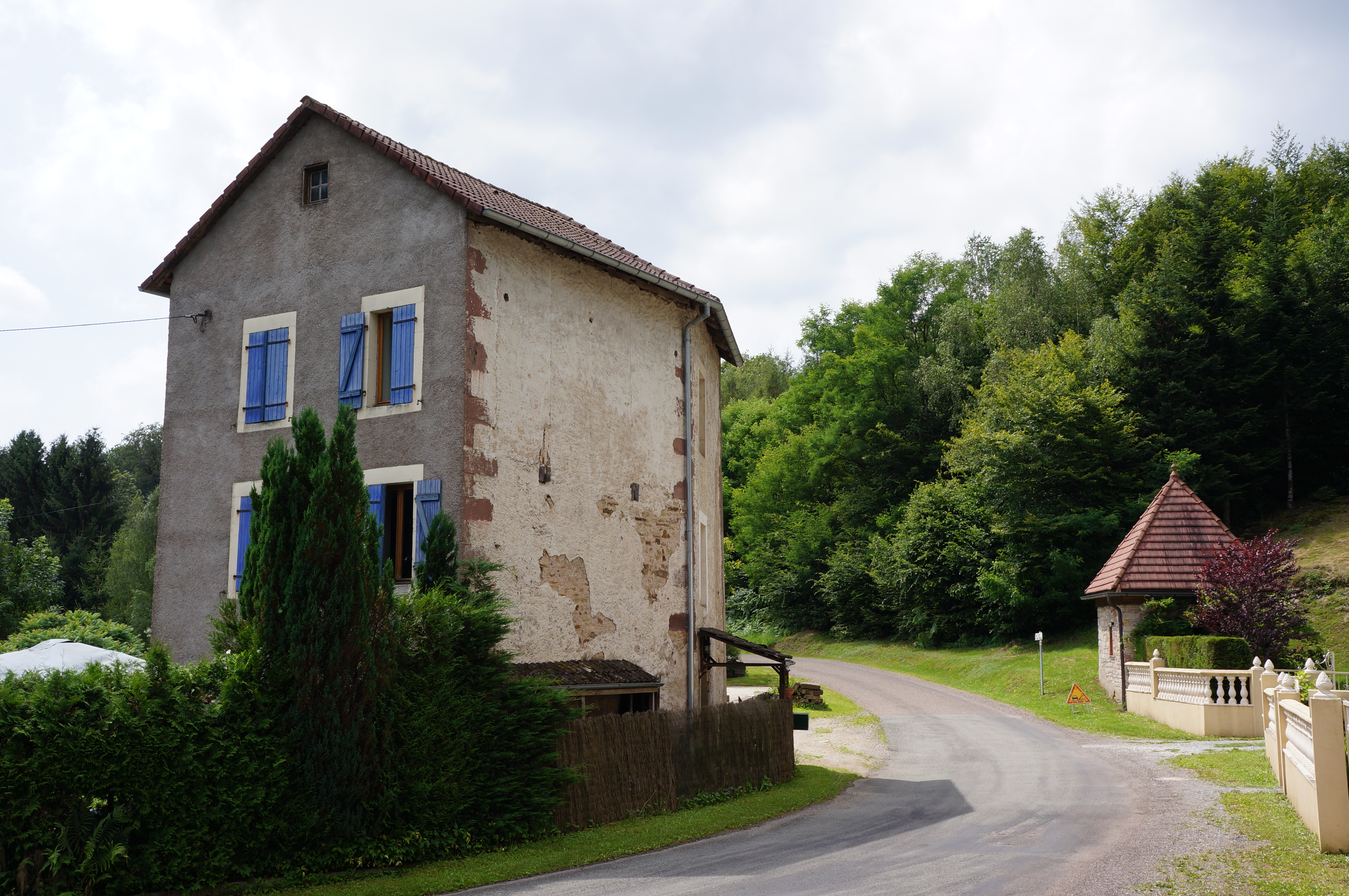
L'ancienne infirmerie des mines.
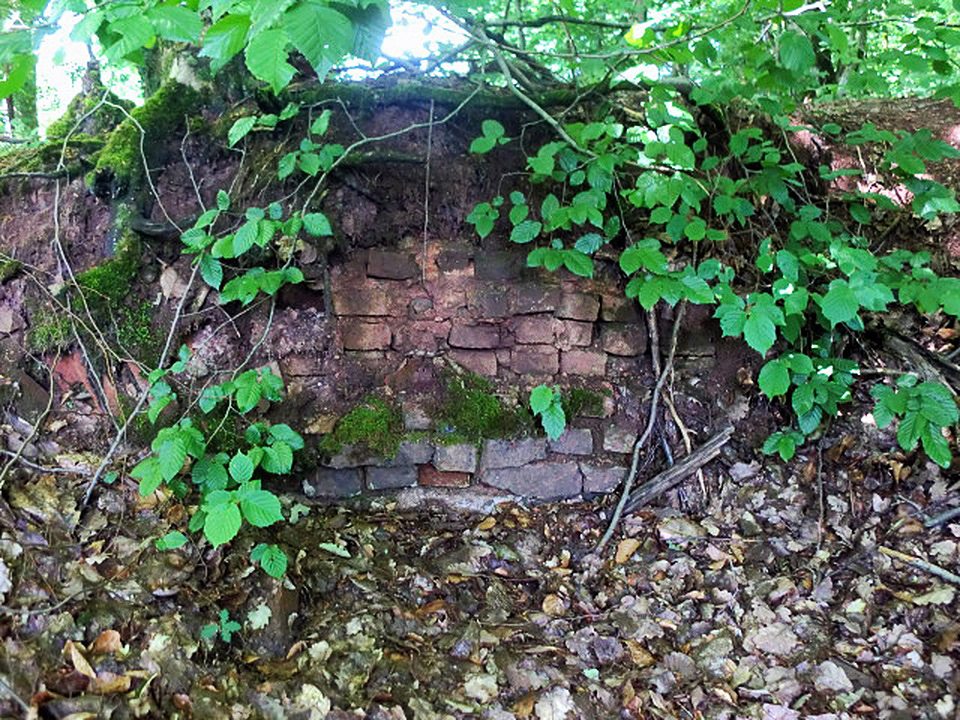
Vestige du réservoir d'eau qui alimentait le hameau.
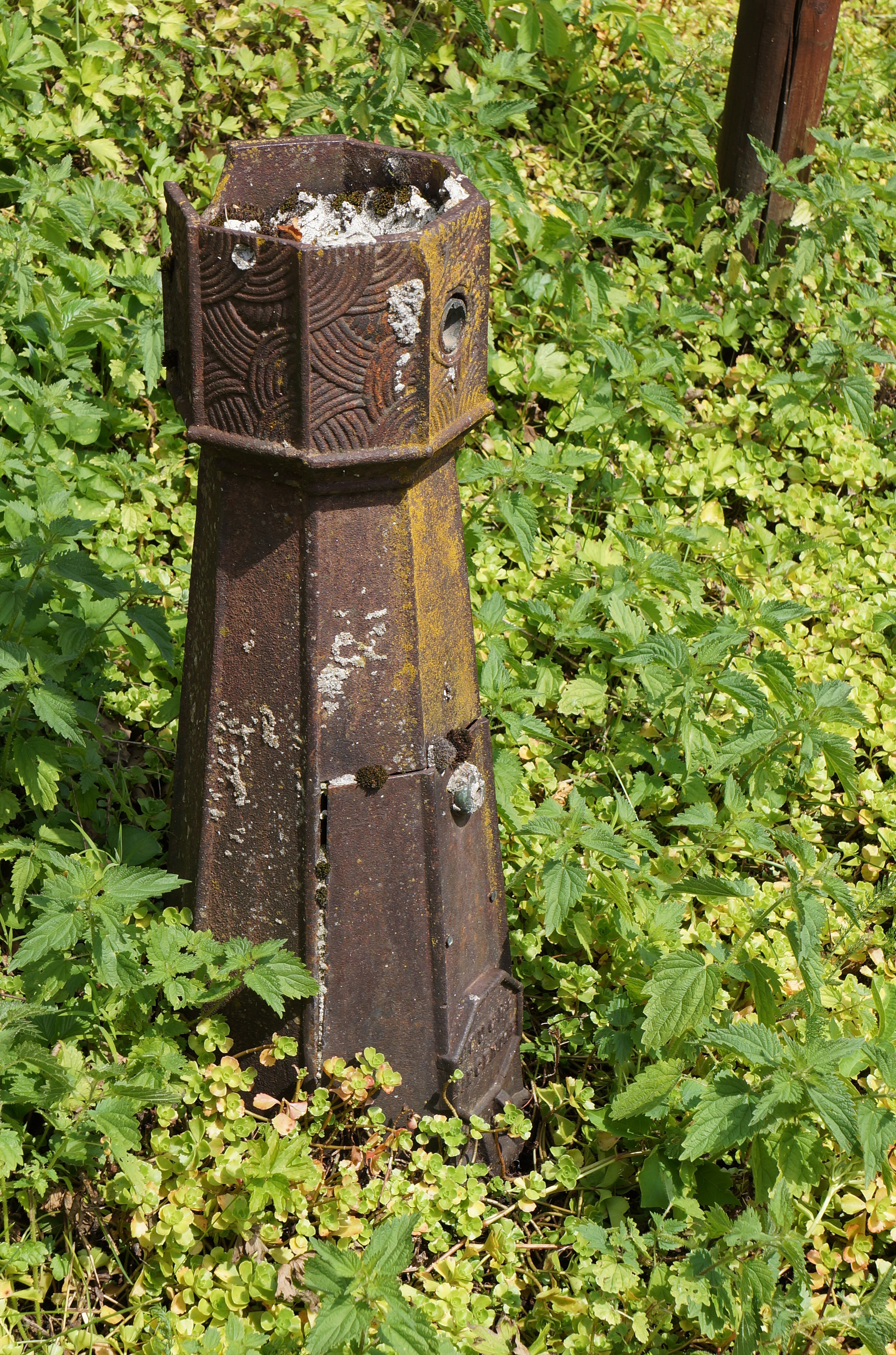
L'une des bornes-fontaines.

## Personnalités liées au hameau
- Auguste Lalance (1830-1920), industriel et homme politique né au hameau, fils d'un ingénieur des houillères[a 1],[a 11].
- Léon Poussigue (1859-1941), directeur des mines de Ronchamp (1891-1919) et résidant du château de la Houillère, créateur du puits Arthur-de-Buyer.

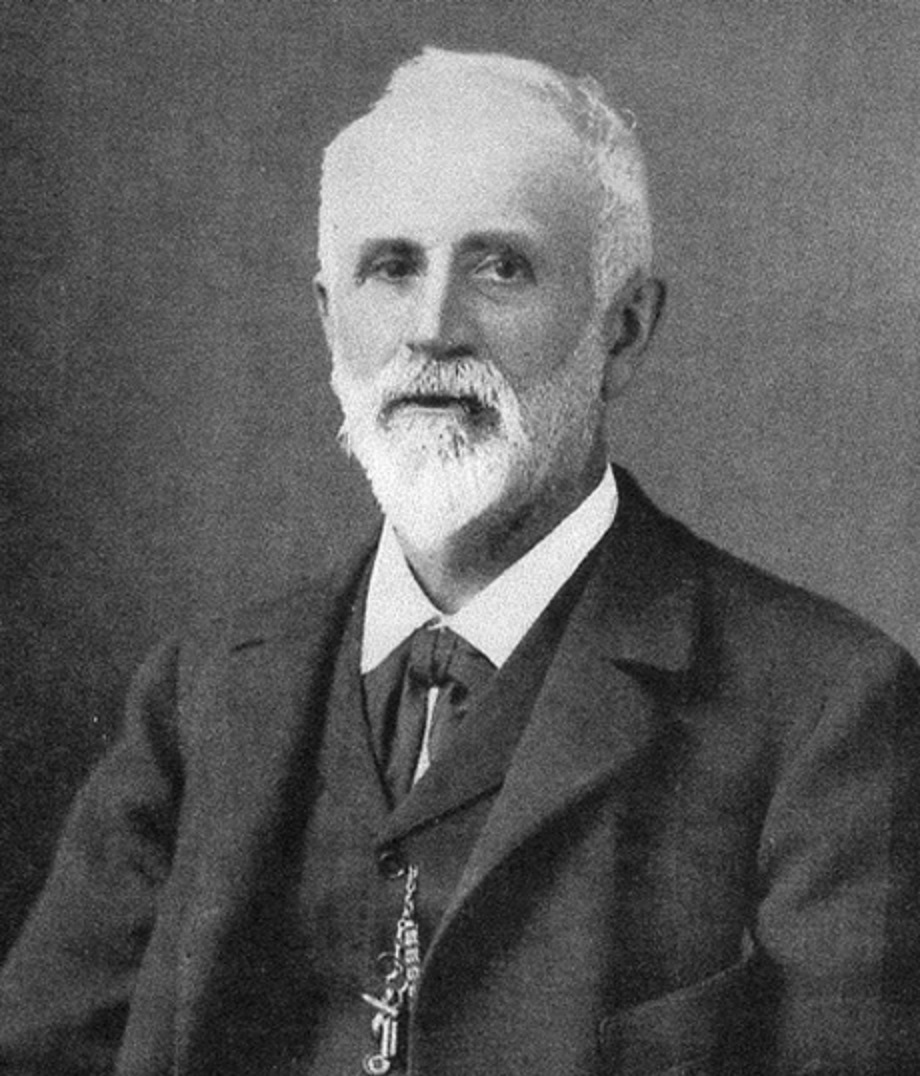
Auguste Lalance.
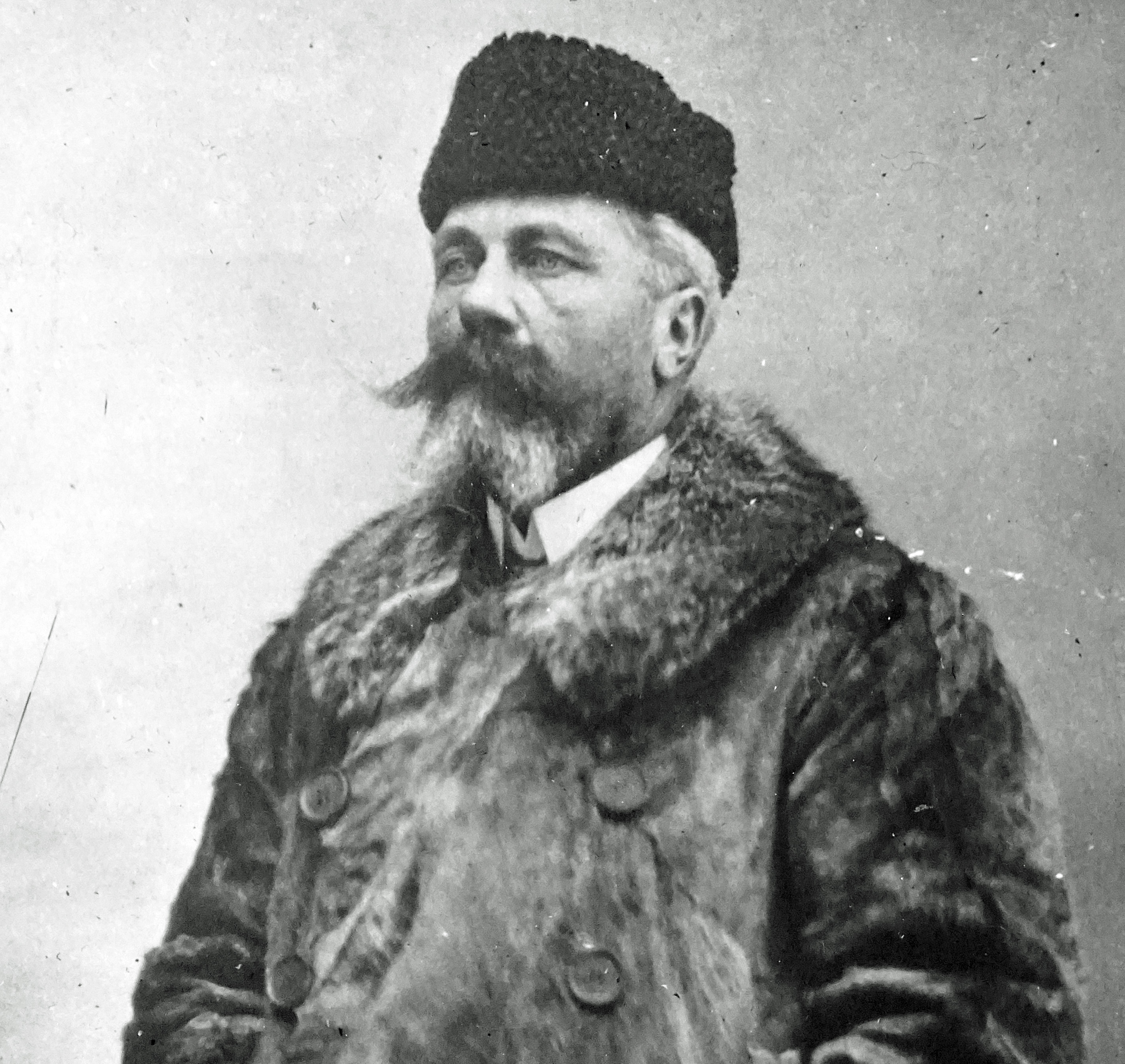
Léon Poussigue.

### Les Houillères de Ronchampde Jean-Jacques Parietti
1. 1 2  Parietti 2001, p. 11.
2. ↑  Parietti 2001, p. 80.
3. ↑  Parietti 2010, p. 14.
4. ↑  Parietti 2001, p. 7.
5. 1 2  Parietti 2010, p. 98.
6. 1 2 3 4 5  Parietti 2010, p. 99.
7. 1 2  Parietti 2010, p. 102.
8. ↑  Parietti 2001, p. 74-76.
9. ↑  Parietti 2001, p. 9-11.
10. ↑  Parietti 2001, p. 9.
11. ↑  Parietti 2010, p. 100-102.
12. ↑  Parietti 2010, p. 102-104.

### Association des amis du musée de la mine
1. 1 2 3 4 5 6 7 8 9 10 11  « Description et photographies du hameau de La Houillère ».
2. 1 2  « Le bassin houiller de Ronchamp et les concessions ».
3. ↑  « Le circuit minier des affleurements ».
4. ↑  Le circuit historique des affleurements de l’Étançon des mines de charbon de Ronchamp, [lire en ligne].
5. ↑  « La grande rigole d'écoulement ».
6. 1 2 3 4 5  « Histoire du puits Saint-Louis ».
7. ↑  « Vestiges des puits de mine ».
8. ↑  « Tous les travaux des amis du musée de la mine ».
9. ↑  « Le réseau ferré installé entre les puits ».
10. ↑  « Vestige du réservoir d'eau ».
11. ↑  « Auguste Lalance ».

### Autres sources
1. ↑  Mesures effectuées sur Google Earth.
2. ↑  « La carte du parc », sur le site du parc naturel régional des ballons des Vosges (consulté le 21 décembre 2013).
3. ↑  « La dépression sous-vosgienne », sur caue-franche-comte.fr.
4. ↑  « Carte du massif des Vosges » [archive du 24 décembre 2013] [PDF], sur massif-des-vosges.com (consulté le 10 octobre 2015).
5. ↑  PNRBV, p. 5.
6. ↑  « Plan », sur Carte Michelin.
7. ↑  « Les écuries des Houillères de Ronchamp », sur le blog d'Alain Jacquot-Boileau, 31 octobre 2011 (consulté le 20 décembre 2013).
8. ↑  « Le bassin houiller refait surface », sur le site du quotidien L'Est républicain, 8 septembre 2012 (consulté le 21 décembre 2013).
9. ↑  « Cité ouvrière de la Houillère », notice no IA70000157, sur la plateforme ouverte du patrimoine, base Mérimée, ministère français de la Culture.
10. ↑  PNRBV, p. 21.
11. ↑  PNRBV, p. 19.
12. ↑  « École maternelle publique Hameau de la Houillère », sur le site du ministère de l'Éducation nationale (consulté le 21 décembre 2013).